# Харчова екструзія
Харчова екструзія — це технологічний процес, який передбачає приготування напівфабрикатів та готових харчових продуктів у короткочасному високотемпературному режимі для забезпечення кращої засвоюваності та товарного вигляду різних видів зерна та інших продуктів. 
Харчові екструдери використовують тепло, яке утворюється під час процесу тертя, а також будь-яке додаткове тепло, що утворюється при приготуванні, для рівномірного змішування інгредієнтів перед пропусканням сировини через форму для отримання кінцевого продукту.
Харчова екструзія можлива завдяки ектструдерам, виробничому устаткуванню, до яких зокрема належать: 
- лінії виробництва локшини швидкого приготування
- лінії виробництва штучного рису
- лінії виробництва хлібних крихт
- лінії виробництва попкорну
- виробництва печива
- виробництва переробленої сої
- лінії виробництва харчового зернового порошку
- лінії виробництва корму для домашніх тварин
- лінії виробництва кукурудзяних пластівців
- лінії виробництва модифікованого крохмалю